# Servizio pubblico federale finanze
Il Servizio pubblico federale finanze (in francese: Service public fédéral Finances, in olandese: Federale Overheidsdienst Financiën, in tedesco: Föderaler Öffentlicher Dienst Finanzen), è un servizio pubblico federale parte del governo federale del Belgio. È stato creato da Decreto reale il 17 febbraio 2002, come parte dei piani del governo Verhofstadt I per modernizzare l'amministrazione federale. È responsabile delle finanze del Governo federale e della tassazione. È responsabile come ministro delle finanze Jan Jambon (N-VA).